# Grand Prix moto d'Autriche 1997
Le Grand Prix moto d'Autriche 1997 est le cinquième rendez-vous de la saison 1997 du championnat du monde de vitesse moto. Il s'est déroulé sur le A1-Ring du 30 mai au 1er juin 1997.
C'est la 24e édition du Grand Prix moto d'Autriche.

## Classement 500 cm3
| Pos  | Pilote                   | Constructeur | Temps/Écart     | Points |
| ---- | ------------------------ | ------------ | --------------- | ------ |
| 1    | Mickael Doohan           | Honda        | 41 min 48 s 665 | 25     |
| 2    | Tadayuki Okada           | Honda        | +22 s 077       | 20     |
| 3    | Luca Cadalora            | Yamaha       | +22 s 471       | 16     |
| 4    | Nobuatsu Aoki            | Honda        | +22 s 663       | 13     |
| 5    | Alex Criville            | Honda        | +25 s 462       | 11     |
| 6    | Carlos Checa             | Honda        | +28 s 649       | 10     |
| 7    | Anthony Gobert           | Suzuki       | +59 s 010       | 9      |
| 8    | Alberto Puig             | Honda        | +1 min 00 s 017 | 8      |
| 9    | Norifumi Abe             | Yamaha       | +1 min 02 s 385 | 7      |
| 10   | Doriano Romboni          | Aprilia      | +1 min 02 s 473 | 6      |
| 11   | Daryl Beattie            | Honda        | +1 min 03 s 445 | 5      |
| 12   | Juan Borja               | Elf 500      | +1 min 22 s 650 | 4      |
| 13   | Alex Barros              | Honda        | +1 tour         | 3      |
| 14   | Jean-Michel Bayle        | Modenas      | +1 tour         | 2      |
| 15   | Laurent Naveau           | ROC Yamaha   | +1 tour         | 1      |
| 16   | Lucio Pedercini          | ROC Yamaha   | +1 tour         |        |
| 17   | Kirk McCarthy            | ROC Yamaha   | +1 tour         |        |
| Abd. | Jurgen Fuchs             | Elf 500      | Abandon         |        |
| Abd. | Jurgen van den Goorbergh | Honda        | Abandon         |        |
| Abd. | Sete Gibernau            | Yamaha       | Abandon         |        |
| Abd. | Troy Corser              | Yamaha       | Abandon         |        |
| Abd. | Kenny Roberts Jr         | Modenas      | Abandon         |        |

## Classement 250 cm3
| Pos  | Pilote               | Constructeur | Temps/Écart     | Points |
| ---- | -------------------- | ------------ | --------------- | ------ |
| 1    | Olivier Jacque       | Honda        | 40 min 29 s 266 | 25     |
| 2    | Ralf Waldmann        | Honda        | +0 s 622        | 20     |
| 3    | Max Biaggi           | Honda        | +6 s 412        | 16     |
| 4    | Loris Capirossi      | Aprilia      | +6 s 415        | 13     |
| 5    | Tohru Ukawa          | Honda        | +23 s 358       | 11     |
| 6    | Stefano Perugini     | Aprilia      | +26 s 292       | 10     |
| 7    | Takeshi Tsujimura    | TSR-Honda    | +29 s 991       | 9      |
| 8    | Haruchika Aoki       | Honda        | +40 s 079       | 8      |
| 9    | Sebastian Porto      | Aprilia      | +49 s 651       | 7      |
| 10   | Noriyasu Numata      | Suzuki       | +51 s 446       | 6      |
| 11   | Luis d'Antin         | Yamaha       | +51 s 553       | 5      |
| 12   | Jamie Robinson       | Suzuki       | +1 min 02 s 779 | 4      |
| 13   | William Costes       | Honda        | +1 min 04 s 488 | 3      |
| 14   | Franco Battaini      | Yamaha       | +1 min 04 s 781 | 2      |
| 15   | Oliver Petrucciani   | Aprilia      | +1 min 09 s 385 | 1      |
| 16   | Cristiano Migliorati | Honda        | +1 min 09 s 610 |        |
| 17   | Tetsuya Harada       | Aprilia      | +1 min 27 s 184 |        |
| 18   | Eddie Roberts        | Aprilia      | +1 tour         |        |
| 19   | Eustaquio Gavira     | Aprilia      | +1 tour         |        |
| 20   | Uwe Bolterhauer      | Honda        | +1 tour         |        |
| 21   | Thomas Stadler       | Honda        | +1 tour         |        |
| Abd. | Jurgen Haim          | Yamaha       | Abandon         |        |
| Abd. | Robert Zwidl         | Aprilia      | Abandon         |        |
| Abd. | Idalio Gavira        | Aprilia      | Abandon         |        |
| Abd. | José Luis Cardoso    | Yamaha       | Abandon         |        |
| Abd. | Emilio Alzamora      | Honda        | Abandon         |        |
| Abd. | Jeremy McWilliams    | Honda        | Abandon         |        |
| Abd. | Luca Boscoscuro      | Aprilia      | Abandon         |        |
| Abd. | Osamu Miyazaki       | Yamaha       | Abandon         |        |
| Abd. | Marcellino Lucchi    | Aprilia      | Abandon         |        |

## Classement 125 cm3
| Pos  | Pilote             | Constructeur | Temps/Écart     | Points |
| ---- | ------------------ | ------------ | --------------- | ------ |
| 1    | Noboru Ueda        | Honda        | 40 min 19 s 719 | 25     |
| 2    | Valentino Rossi    | Aprilia      | +0 s 004        | 20     |
| 3    | Tomomi Manako      | Honda        | +6 s 286        | 16     |
| 4    | Garry McCoy        | Aprilia      | +6 s 421        | 13     |
| 5    | Masaki Tokudome    | Aprilia      | +6 s 455        | 11     |
| 6    | Kazuto Sakata      | Aprilia      | +18 s 979       | 10     |
| 7    | Youichi Ui         | Yamaha       | +22 s 268       | 9      |
| 8    | Roberto Locatelli  | Honda        | +22 s 984       | 8      |
| 9    | Gianluigi Scalvini | Honda        | +31 s 327       | 7      |
| 10   | Frédéric Petit     | Honda        | +31 s 387       | 6      |
| 11   | Masao Azuma        | Honda        | +54 s 248       | 5      |
| 12   | Ivan Goi           | Aprilia      | +57 s 528       | 4      |
| 13   | Manfred Geissler   | Aprilia      | +1 min 03 s 939 | 3      |
| 14   | Enrique Maturana   | Yamaha       | +1 min 05 s 384 | 2      |
| 15   | Steve Jenkner      | Aprilia      | +1 min 24 s 545 | 1      |
| 16   | Angel Nieto Jr     | Aprilia      | +1 min 39 s 998 |        |
| 17   | Bernd Holzleitner  | Yamaha       | +1 tour         |        |
| 18   | Harald Danninger   | Honda        | +1 tour         |        |
| 19   | Gerwin Hofer       | Honda        | +1 tour         |        |
| Abd. | Benny Jerzenbeck   | Honda        | Abandon         |        |
| Abd. | Georg Scharl       | Honda        | Abandon         |        |
| Abd. | Yoshiaki Katoh     | Yamaha       | Abandon         |        |
| Abd. | Josep Sarda        | Honda        | Abandon         |        |
| Abd. | Dirk Raudies       | Honda        | Abandon         |        |
| Abd. | Lucio Cecchinello  | Honda        | Abandon         |        |
| Abd. | Jaroslav Huleš     | Honda        | Abandon         |        |
| Abd. | Gino Borsoi        | Yamaha       | Abandon         |        |
| Abd. | Mirko Giansanti    | Honda        | Abandon         |        |
| Abd. | Jorge Martínez     | Aprilia      | Abandon         |        |